# Belle (Нотр-Дам де Пари)
«Belle» (в переводе с фр. «Красавица») — песня из мюзикла «Нотр-Дам де Пари», исполняется Гару, Даниэлем Лавуа и Патриком Фьори. Песня была выпущена в качестве сингла в 1998 году и имела небывалый успех, а также была признана лучшей песней пятидесятилетия.

## История песни
Как и другие песни мюзикла, песня «Belle» написана канадским либреттистом Люком Пламондоном, автором мюзикла «Стармания». Музыка написана композитором Риккардо Коччианте.
«Belle» — романтическая песня, в которой Квазимодо (Гару), Фролло (Даниэль Лавуа) и Феб де Шатопер (Патрик Фьори) признаются в любви к Эсмеральде (Элен Сегара). Первых 3 куплета они исполняют по очереди, а последний — трио.
На протяжении песни в ней часто меняется тональность. Первый куплет начинается в ре-миноре, но посередине опускается на полтора тона, до си-минора. Второй куплет исполняется на полтора тона выше первого, таким образом начинаясь в фа-миноре и заканчиваясь в ре-миноре. Третий куплет исполняется еще на полтора тона выше, то есть в ля-бемоль-миноре и фа-миноре. Последний куплет повторяет вторую половину предыдущего, оставаясь в фа-миноре.
Мюзикл основан на романе Виктора Гюго «Собор Парижской Богоматери». В главе VI книги 8 «Три мужских сердца, созданных раздельно» эти три персонажа видят Эсмеральду, приговорённую к смерти. Феб со своей невестой Флёр-де-Лис (Жюли Зенатти) остаётся на стороне. Фролло предлагает Эсмеральде спасение при условии, что она станет его женой. Наконец, Квазимодо спасает Эсмеральду.
Существует также английская версия песни, которую спели Гару, Даниэль Лавуа и Стив Бальзамо. Также
«Belle» была переведена на другие языки, в том числе на русский, итальянский, корейский и испанский язык.
| Официальные версии "Belle" | Официальные версии "Belle"                 | Официальные версии "Belle"                       | Официальные версии "Belle"                    | Официальные версии "Belle" | Официальные версии "Belle" |
| Язык                       | Original cast                              | Original cast                                    | Original cast                                 | Название                   | Перевод                    |
| Язык                       | Квазимодо                                  | Фролло                                           | Феб                                           | Название                   | Перевод                    |
| -------------------------- | ------------------------------------------ | ------------------------------------------------ | --------------------------------------------- | -------------------------- | -------------------------- |
| Английский                 | Гару                                       | Даниэль Лавуа                                    | Стив Бальзамо                                 | "Belle (is the only word)" |                            |
| Фламандский                | Gene Thomas                                | Wim Van Den Driessche                            | Tim Driesen                                   | "Belle"                    | /                          |
| Французский                | Гару                                       | Даниэль Лавуа                                    | Патрик Фьори                                  | "Belle"                    | "Beautiful"                |
| Итальянский                | Джо Ди Тонно                               | Витторио Маттеуччи                               | Грациано Галатоне                             | "Bella"                    | "Beautiful"                |
| Корейский                  | 윤형렬 (Yun Hyeong-ryeol)                  | 서범석 (Seo Beom-seok)                           | 김성민 (Kim Sung-min)                         | "아름답다" ("Arŭmdapda")   | "Beautiful"                |
| Польский                   | Гару                                       | Роберт Яновский                                  | Пётр Цуговский                                | "Belle"                    | /                          |
| Русский                    | Вячеслав Петкун Борисович Андрей Белявский | Александр Маракулин Леонидович Александр Голубев | Антон Макарский Александрович Алексей Секирин | "Belle"                    | /                          |
| Испанский                  | Альберт Мартинес                           | Энрике Секеро                                    | Лисардо Гуаринос                              | "La palabra “belle”"       | "The word “belle”"         |

## Популярность

### Во Франции
Песня «Belle» 60 недель держалась на 1-м месте в топ-100 самых продаваемых синглов SNEP, пока её не опередил сингл «U-Turn (Lili)» группы AaRON, который продержался 61 неделю.
В 1999 году «Belle» была признана лучшей песней года.
«Belle» является лучшим продаваемым синглом 1990-х годов и третьим бестселлером всех времён Франции, продажи которого составляют 2221000 экземпляров.

### В Бельгии
В Бельгии «Belle» являлась топ-рейтингом Ultratop 6 недель и оставалась ещё 30 недель в топ-10. Она оставляет турнирную таблицу (топ-40) после 44 недель. Это самый продаваемый сингл года.

### В России
В русской версии мюзикла «Belle» исполнили Вячеслав Петкун, Александр Маракулин (в клипе на песню вместо него роль и партию Фролло исполнил Александр Голубев) и Антон Макарский. Свою кавер-версию песни (но на языке оригинала) записал поп-дуэт «Smash!!» и включил её в свой дебютный альбом «Freeway», вышедший в 2003 году.
Существует и пародия, в которой модуляции упрощены. Первый куплет начинается в ми-миноре, но посередине опускается на полтора тона, до до-диез-минора. Второй куплет исполняется на 2,5 тона выше первого, таким образом, начинаясь в ля-миноре и заканчиваясь в фа-диез-миноре. Третий куплет исполняется еще на 2,5 тона выше, то есть в ре-миноре и си-миноре. Последний куплет повторяет вторую половину предыдущего, возвращаясь в ми-минор.